# Eutomopepla grisea
Eutomopepla grisea là một loài bướm đêm trong họ Geometridae.